# Anubhav Tulasi
Anubhav Tulasi (tiếng Assam: অনুভৱ তুলসী) là một nhà thơ và nhà phê bình người Ấn Độ. Ông cũng là gười dẫn đầu về thơ hiện đại ở Assamese, một nhà phê bình song ngữ, người viết tiểu luận, biên tập viên, người viết chuyên mục văn học và dịch giả. Ông bày tỏ mối quan tâm của mình về môi trường, nhân quyền và quyền tự do của chữ in qua thơ của mình. Ông đã xuất bản hai mươi tập thơ; ba cuốn sách về phê bình văn học, và ba cuốn sách dịch từ các ngôn ngữ khác. Ông cũng đã xuất bản một cuốn sách bằng tiếng Anh và một bản dịch bằng tiếng Bangla các bài thơ gốc tiếng Assam của mình. Ông đã nhận được Giải thưởng văn học Munin Barkataki. Ông đã biên tập một số tuyển tập có uy tín về thơ hiện đại của người Assam.

## Đầu đời
Anubhav Tulasi sinh năm 1958 tại Tulasimukh, một ngôi làng ở Nagaon thuộc huyện Nagaon của Assam. Sau khi đi học sớm ở làng, ông học Khoa học ở trình độ trung cấp tại Trường Cao đẳng Cotton (1974-1976) và Nghệ thuật với chuyên ngành tiếng Anh ở cấp độ đại học tại Cao đẳng Nagaon (1976-1979) và có bằng Thạc sĩ Văn học Anh từ Đại học Gauhati (1981-1984). Ông lấy bằng M.Phil (1995) về thi pháp dân gian tại Đại học Gauhati, Guwahati. Ông bắt đầu sự nghiệp chuyên nghiệp của mình với tư cách là một giảng viên tiếng Anh vào năm 1983 tại đại học SBMS.

## Tác phẩm

### Thơ
- Nazmaa (Nazmaa, 1985)[3]
- Doron Phool (1996)
- Kavyapeeth (Thơ, 1996)
- Jalamagna Drishyavali (Cảnh nước mưa, 1997)
- Nirgnan Nepothya (Lõi vô thức, 2001)
- Charair Chakut Phulor Bichana (Đôi mắt của loài chim ăn đêm, 2003)
- Panikauri (Chim cốc, 2005)
- Jai Jayotir Jay (Hail, Jayoti thân yêu nhất, 1983)
- Jui Chor (Người đàn ông mang lửa, 2007)
- Jibanandar Dehantarar Drishya (Cảnh chết của Jibananda, 2008)
- Deo Cheleng (2010)
- Dhekiapatiar Pitree (1988)
- Baraxunor Khetiyak (2015)
- Matibhasha (2015)
- Anubhav Tulasir Srestho Kobita (2017)
- Din Ratir Duori (2018)
- Banan Kori Porha Luitor Paani (2019)[4]

### Tạp chí du lịch
- Meghpotot Moure Likha Naam Byzantium (Viết du lịch về Thổ Nhĩ Kỳ, 2012)

### Văn xuôi
- Asomiya Kabita aru Tulanamulak Alochona (Nghiên cứu về thơ hiện đại, 2004)
- Sristi Sushama (Thuốc dân gian, 2008)
- Elorar Indrasabha (Các bài tiểu luận chọn lọc, 2015)

### Bản dịch

#### Sang ngôn ngữ khác

##### Thơ
- Democracy of Umbrellas (Tuyển tập thơ chọn lọc, tiếng Anh, Guwahati, 2010)
- Maihung Batir Chand (Agartala, Tripura, 2012)
- Deword (Dhouli Books, Bhubaneswar, 2012)

##### Văn xuôi
- Vẻ đẹp của Tạo hóa (Mỹ học dân gian, Anh, 2015)

#### Sang tiếng Assam
- Anna Akhmatovar Kabita (Những bài thơ chọn lọc của Anna Akhmatova, Guwahati, 2001)
- Belixuta Xonporua (Những bài thơ chọn lọc của Octavio Paz, Vasco Popa, Anna Akhmatova, Marina Tsvetayeva, Guwahati, 2008)
- Samparka (Mối quan hệ của Jayanta Mahapatra, Kolkata, 2013)
- Puratan Ei Beenkhani (Những bài thơ được chọn lọc của Malayalam ONV Kurup, Kolkata, 2015)
- Najana Junuka: (2015)
- Nora Tagarar Gandha (2018)
- Surjyor Ghorachawari (Phê bình phim, 2015)